# Maurizio Rinaldi
Maurizio Rinaldi (Roma, 16 aprile 1937 – Roma, 2 maggio 1995) è stato un direttore d'orchestra italiano.

## Biografia
Nato in una famiglia di musicisti, nonno e padre critici musicali e il fratello Alberto baritono, studiò al conservatorio Santa Cecilia perfezionandosi poi in direzione d'orchestra presso l'accademia Chigiana di Siena con il direttore d'orchestra Franco Ferrara.
Diresse la sua prima opera a Il Cairo, nel 1966, e poi continuò la sua carriera di direttore in tutta Europa fino a dirigere al Festival dei Due Mondi di Spoleto un'opera di Renzo Rossellini nel 1969.
Fu particolarmente attivo nella riscoperta del Verdi "minore": Aroldo, Alzira, Il corsaro, La battaglia di Legnano, I masnadieri, Giovanna d'Arco.
Con la compagna Franca Valeri fondò poi un premio annuale per cantanti lirici intitolato al baritono Mattia Battistini
In un ampio spazio all’aperto del Museo della Civiltà Romana, di gestione del Comune di Roma, fra l'estate del 1989 e il 1993 vengono organizzate e prodotte le stagioni “EURMUSE” dal regista Massimiliano Terzo in collaborazione con il direttore d’orchestra Maurizio Rinaldi e Franca Valeri, la manifestazione "EURMUSE" ebbe una notorietà non solo sulla capitale ma anche al livello internazionale con un afflusso di 6.000 spettatori, in quanto oltre alla presenza di noti artisti italiani furono presenti compagnie di lirica provenienti dal Giappone, dalla Moldavia e dalla Polonia. In questa quadriennale manifestazione estiva "EURMUSE" Maurizio Rinaldi è il direttore d'orchestra delle seguenti opere liriche: “Il Barbiere di Siviglia” musica di Gioachino Rossini e “Rigoletto” musica di Giuseppe Verdi, regia di Franca Valeri, produzione di Massimiliano Terzo.

## Direzione d'orchestra
- Tosca, musica di Giacomo Puccini, Teatro dell'Opera di Tampere (1968)[3]
- La guerra, musica di Renzo Rossellini, Festival dei Due Mondi di Spoleto (1969)[4]
- Il corsaro (pagine scelte), musica di Giuseppe Verdi, Orchestra Sinfonica e Coro della Rai di Milano, con Pier Miranda Ferraro, Alberto Rinaldi, Rita Talarico, programma nazionale, 19 dicembre 1970[5]
- I due Foscari, musica di Giuseppe Verdi, Orchestra Sinfonica e Coro della Rai di Torino, con Bruno Prevedi, Renato Bruson, programma nazionale, 21 settembre 1971[6]
- Alzira, musica di Giuseppe Verdi, Orchestra Sinfonica e Coro della Rai di Torino, con Mario Sereni, Gianfranco Cecchele, Angeles Gulin, (1973)[7], trasmesso dal programma nazionale, 5 aprile 1975[8]
- La battaglia di Legnano, musica di Giuseppe Verdi, Orchestra Sinfonica e Coro della Rai di Milano, con Rita Orlandi Malaspina, Gianfranco Cecchele, Mario Sereni, programma nazionale, 18 dicembre 1973[9]
- Aroldo, musica di Giuseppe Verdi, Orchestra Sinfonica e Coro della Rai di Milano, con Gianfranco Cecchele, Angeles Gulin, Licinio Montefusco, secondo programma, 17 novembre 1975[10]
- Il trovatore, musica di Giuseppe Verdi, con Carlo Bergonzi, Maria Parazzini, Renato Bruson, Sferisterio di Macerata, 10 luglio 1977
- Il corsaro, musica di Giuseppe Verdi, Teatro dell'Opera del Casinò di Sanremo, 9 settembre 1980
- Traviata, sotto la direzione del M° Rinaldi e la regia di Franca Valeri, con Enrico Nenci, 1984[senza fonte]
- Lucia di Lammermoor, sotto la direzione del M° Rinaldi e la regia di Franca Valeri, con Enrico Nenci, 1984[senza fonte]
- La forza del destino, musica di Giuseppe Verdi, Orchestra Sinfonica TASM, con Antonio Marcenò, Maria Prosperi, Marzio Grossi, regia di Franca Valeri, Teatro Eliseo di Roma, registrazione Rai 30 settembre 1986
- Aida, musica di Giuseppe Verdi, Orchestra Sinfonica Amadeus, con Davide Ruberti, Gisella Pasino, Emilia Bertoncello, Antonio Marcenò, regia di Franca Valeri, Teatro Eliseo di Roma, registrazione Rai 3 ottobre 1987
- Simon Boccanegra, musica di Giuseppe Verdi, Orchestra Sinfonica Amadeus, con Alberto Mastromarino, Anna Valdetarra, Riccardo Ristori, Teatro Flavio Vespasiano di Rieti, 13 ottobre 1988, Edizioni del TIMA Club MPV 28
- Nabucco, musica di Giuseppe Verdi, Orchestra Amadeus, con Marcello Giordano, Pamela Borri, Donato Di Stefano, Teatro Giulio Cesare di Roma, 18 dicembre 1989, Clama CD 6/7
- “Il Barbiere di Siviglia”  musica di Gioachino Rossini  manifestazione estiva "EURMUSE", regia Franca Valeri, produzione Massimiliano Terzo (1989-1993)
- “Rigoletto” musica di Giuseppe Verdi, manifestazione estiva "EURMUSE", regia Franca Valeri, produzione Massimiliano Terzo (1989-1993)
- I masnadieri, musica di Giuseppe Verdi, Orchestra Nova Amadeus, con Marco Bianchi, Stefania Bonfadelli, Alberto Mastromarino, Teatro Flavio Vespasiano di Rieti, 7 ottobre 1990, Clama CD 8/9
- Don Carlo, musica di Giuseppe Verdi, Orchestra Nova Amadeus, con Fabrizio Di Bernardo, Marco Bianchi, Stefania Bonfadelli, Teatro Flavio Vespasiano di Rieti, 19 e 22 settembre 1991, Clama CD 12/13
- Tosca, musica di Giacomo Puccini, Cairo Symphony Orchestra, con Alberto Mastromarino, regia di Franca Valeri, Cairo Opera's Main Hall, 9-16 dicembre 1991
- Macbeth, musica di Giuseppe Verdi, Orchestra Nova Amadeus, con Alberto Mastromarino, Fabrizio Nestonni, Silvia Russo, Teatro Flavio Vespasiano di Rieti, 10 ottobre 1992, Clama CD 17/18
- Attila, musica di Giuseppe Verdi, Orchestra Nova Amadeus, con Fabrizio Nestonni, Alberto Rinaldi, Gian Luca Zampieri, Teatro Valle di Roma, 30 settembre 1993, Clama CD 20/21
- Madama Butterfly di Puccini con Amarilli Nizza Teatro di Rieti 1993[senza fonte]
- Giovanna d'Arco, musica di Giuseppe Verdi, Orchestra Nova Amadeus, con Stefania Bonfadelli, Roberto Miani, Paolo Troisi, Teatro Valle di Roma, 5 ottobre 1994, Clama CD 25/26